# CB Zaragoza
Club Baloncesto Zaragoza is een professionele basketbalclub uit Zaragoza. Het herenteam speelt in de Asociación de Clubs de Baloncesto (ACB), het damesteam in de Liga Femenina de Baloncesto de España.

## Geschiedenis
In 1981 werd CB Zaragoza opgericht. In 1984 won de club haar eerste grote prijs. Ze wonnen de Copa del Rey de Baloncesto door in de finale te winnen van FC Barcelona met 81-78. De tweede beker winst was in 1990. Ze wonnen de finale van Ram Joventut Badalona met 76-69. In 1991 haalde de club de finale van de European Cup Winners' Cup. Ze verloren die finale van PAOK Saloniki uit Griekenland met 72-76.

## Erelijst
- Copa del Rey de Baloncesto: 1983-84, 1989-90: 2
- European Cup Winners' Cup: 1990-91 (Runner-up)

## Bekende (oud)-spelers
- José Luis Llorente
- Valdemaras Chomičius
- Oleksandr Bilostinnyj

## Sponsornamen
CB Zaragoza heeft verschillende sponsornamen gehad. Dit zijn de namen met de jaren erachter:
| - Zaragoza Skol 1981–1982 - CAI Zaragoza 1982–1992 - Natwest Zaragoza 1992–1994 - Amway Zaragoza 1994–1996 - Adecco Zaragoza 2001–2003 - Serviplem Baryval Zaragoza 2004–2008 - 100x100 Basket Zaragoza 2009–2015 - Azulejos Moncayo CBZ 2015-heden Het damesteam heeft als sponsornaam Casademont Zaragoza. |